# Brazilska struja
Brazilska struja je topla površinska morska struja u Atlantskom oceanu južno od ekvatora. Teče duž brazilske obale u smjeru jugozapada.
Brazilska struja nastaje od dijela tople vode koja s Južnom ekvatorskom strujom dolazi od zapadne Afrike prelazeći cijeli Atlantik u smjeru zapada. Drugi dio ove tople vode Južnoekvatorske struje skreće prema sjeverozapadu i ulazi u Karipsko more gdje postaje Karipska struja i snabdijeva toplom vodom Golfsku.
Na svom putu prema jugozapadu uz istočnu obalu Južne Amerike, na oko 40° zemljopisne širine a pred ušćem Rio de la Plate, Brazilska struja sreće se s hladnom Falklandskom strujom. Obje struje se sjedinjuju i pod utjecajem zapadnih vjetrova idu prema istoku (Antarktička cirkumpolarna struja) a dio ove ohlađene vode nastavlja s Benguelskom strujom. Kako Benguelska struja teče uz jugozapadnu afričku obalu gdje prelazi u Južnu ekvatorsku struju, ove vodene mase dijelom (bez voda koje se odvajaju u Karipsku i koje ostaju u Antarktičkoj cirkumpolarnoj struji) time zatvaraju puni krug. 
vidi i:
- morska struja
- termohalinska cirkulacija

## Poveznice
- Shematski prikaz važnijih morskih struja